# 東鷹栖町
東鷹栖町（日语：／ Higashi-takasu chō */?）為過去位於北海道上川支廳中部的行政區劃。已於1971年3月2日併入旭川市。

## 歷史
- 1891年：開始有人進入此地區進行開墾。
- 1892年：鷹栖村成立。
- 1893年1月14日：隸屬永山外二村戶長役場。
- 1893年6月24日：改隸屬旭川外三村戶長役場。
- 1895年6月15日：獨立設置鷹栖村戶長役場。
- 1897年7月1日：將愛別川以東區域分割設置愛別村（現在的愛別町）。
- 1902年4月1日：相鄰的旭川町（現在的旭川市）成為北海道一級町，同時將鷹栖村的部份區域併入旭川町。
- 1906年4月1日：鷹栖村成為北海道二級村，同時分割部分區域設置為比布村（現在的比布町）。[1]
- 1909年4月1日：鷹栖村成為北海道一級村。
- 1924年6月4日：鷹栖村改名為東鷹栖村，並分割獨立設置新的鷹栖村（現在的鷹栖町）和江丹別村（後併入旭川市）。
- 1969年1月1日：東鷹栖村改制為東鷹栖町。
- 1971年3月2日：東鷹栖町被併入旭川市。